# Hans-Jörg Vehlewald

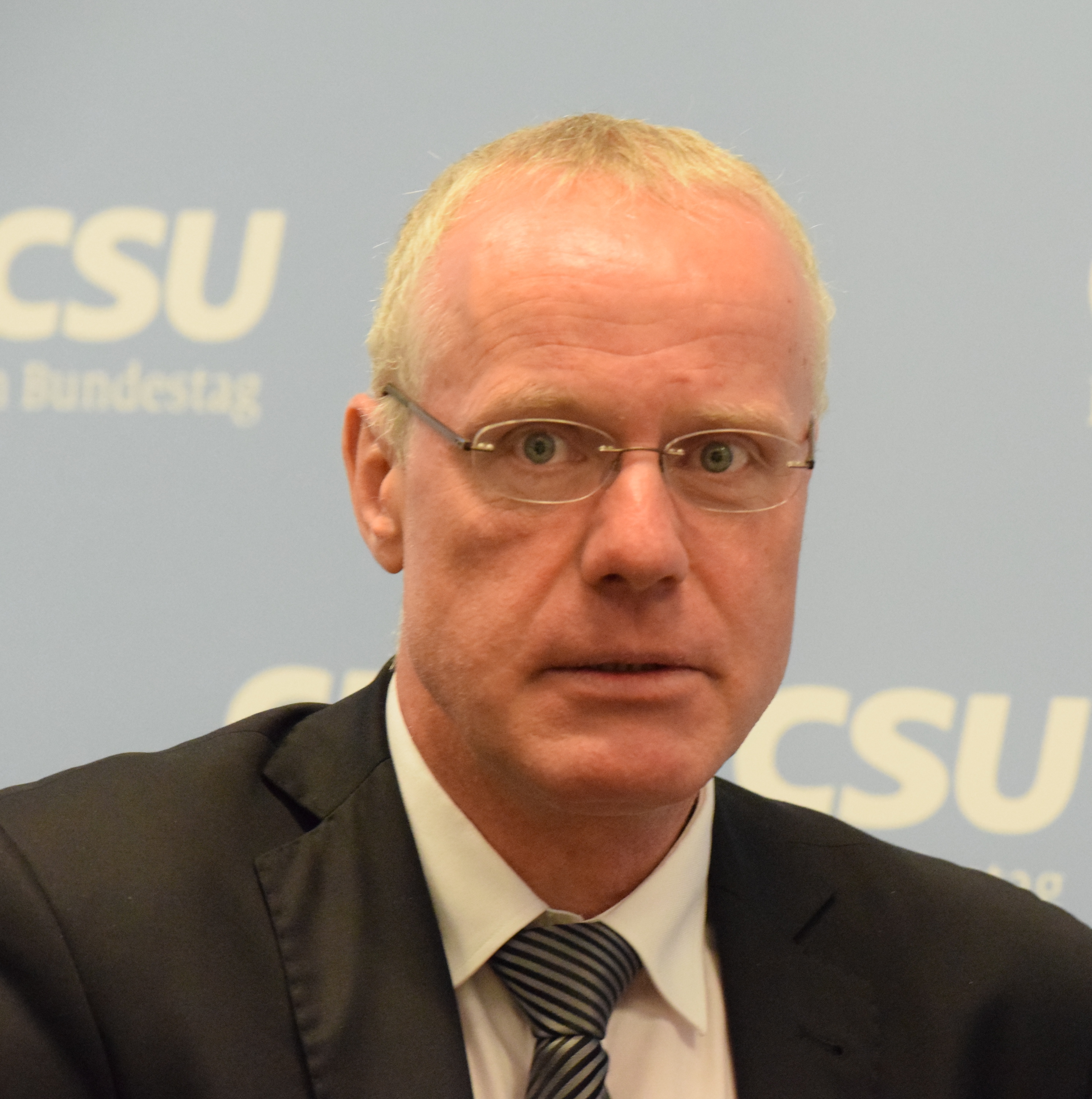
Hans-Jörg Vehlewald (2016)

Hans-Jörg Vehlewald (* 2. Oktober 1964 in Minden in Westfalen) ist ein deutscher Journalist und Chefreporter Politik der Bild-Zeitung. Von März 2012 bis Juni 2013 war er beim Bundesvorstand der SPD zunächst „Berater Kommunikation und Kampagnen“ und später Abteilungsleiter Kommunikation im Presse- und Kommunikationsteam.

## Leben
Vehlewald studierte zwischen 1983 und 1989 an der FU Berlin mit dem Abschluss Diplom-Politologe. Anschließend besuchte er bis Anfang 1991 die Henri-Nannen-Schule in Hamburg, arbeitete danach als Reporter und Redakteur beim Hörfunksender NDR 2.
Von Juli 1991 bis 2001 war Vehlewald Redakteur und Korrespondent beim Nachrichtenmagazin Der Spiegel, zuständig unter anderem für die Landespolitik in Hamburg, Bremen, Niedersachsen, Schleswig-Holstein und Sachsen-Anhalt. Im April 2001 wechselte er zur Bild-Zeitung und wurde dort als Chefreporter Politik zuständig für deutsche und Europapolitik.
Vehlewald verfasste zeithistorische Artikel, (Drittes Reich, RAF, Stasi) Artikel zum Thema Scientology
sowie Interviews mit Microsoft-Gründer Bill Gates, mit Altbundeskanzler Helmut Schmidt, dessen Ehefrau Loki Schmidt und Altbundespräsident Richard von Weizsäcker.
Zum 1. März 2012 wechselte er von der Bild-Zeitung als Berater ins Presse- und Kommunikationsteam beim SPD-Bundesvorstand. Seit dem 1. Juli 2013 arbeitet er wieder als Chefreporter für Politik bei der Bild-Zeitung. Für deutschlandweites Aufsehen sorgte eine von Vehlewald und Rolf Kleine verfasste, im Januar 2017 bei Bild erschienene Meldung, wonach Sigmar Gabriel SPD-Kanzlerkandidat werde, was sich als Falschmeldung herausstellte, als Gabriel kurz darauf bekannt gab, er werde nicht SPD-Kanzlerkandidat.
Vehlewald ist verheiratet und hat zwei Kinder.